# Adulfo de Pallars
Adulfo de Pallars, (?-923) fue el primer obispo de Roda de Isábena (887-923).
Hay dudas sobre los detalles de la creación del obispado, promovido por Ramón II de Pallars-Ribagorza, y padre de Atón de Bigorra (segundo obispo de la sede), con la ayuda del obispo usurpador Esclua de la diócesis de Urgel. Este obispado fue muy efímero, pero su nieto, Ramón III de Ribagorza, volvió a promoverlo con poco éxito en la organización eclesiástica del territorio. El obispado de Roda de Ribagorza quedó entonces limitado solo al condado de Ribagorza, sin Pallars.
El 892, el sínodo de la Seo de Urgel puso fin a la crisis eclesiástica en los condados catalanes destituyendo a Esclua. El obispo Adulfo continuó sin embargo en el cargo hasta su muerte, momento en que el nuevo Pallars se reintegró en la diócesis de Urgel. Esclua fue condenado y excomulgado e ignominiosamente depuesto de las insignias episcopales: desnudado ante todo el mundo y desgarradas sus ropas de obispo, sus báculos fueron rotos sobre su cabeza y arrancadas las sortijas de sus dedos. Fue expulsado de todos los órdenes clericales y depuesto.
De todas maneras, el obispado de Roda de Ribagorza perduró más allá de la muerte de Adulfo. Fue sucedió Atón de Bigorra tras cuya muerte sí desapareció el obispado hasta su recreación con el nuevo obispo Odesindo de Ribagorza, hijo de Ramón III de Ribagorza y Toda Galíndez.